# Casa Montero
La Casa Montero és un edifici d'habitatges de notables dimensions, amb dues façanes, una en el carrer Colón de Larreátegui i l'altra en l'Albereda de Recalde número 34 de Bilbao, conformant un xamfrà de confluència. Consta de soterrani, planta baixa i cinc alçades -l'última reculada després de balaustrada correguda-, a més de terrat amb golfes. Va ser realitzat en 1902 per Jean Batiste Darroquy.
Es tracta d'una construcció que pertany a l'estètica modernista i, en aquest sentit, caldria destacar la seva ornamentació. Els materials de construcció emprats a la Casa Montero han estat els carreus, el maó, bigues i columnes de ferro de fosa i també la fusta. Les façanes i el xamfrà s'organitzen en funció de dos eixos de balconades i miradors, distribuïts de forma diferent als dos carrers.
L'accés a l'edifici es realitza des del carrer o albereda de Recalde, a través d'una portada de llinda amb gran clau en ressalti i important decoració flanquejant-la. Trenca la verticalitat de l'edifici el predomini de la línia ondada, tant en les formes de les obertures (balconades i miradors), com en la decoració i, sobretot, en la sinuositat dels balustres del segon i tercer pis.
Altres elements decoratius d'interès són les mènsules, cans, canecets, cèrcols d'obertures i encoixinats, aquest últim observable en la planta baixa.

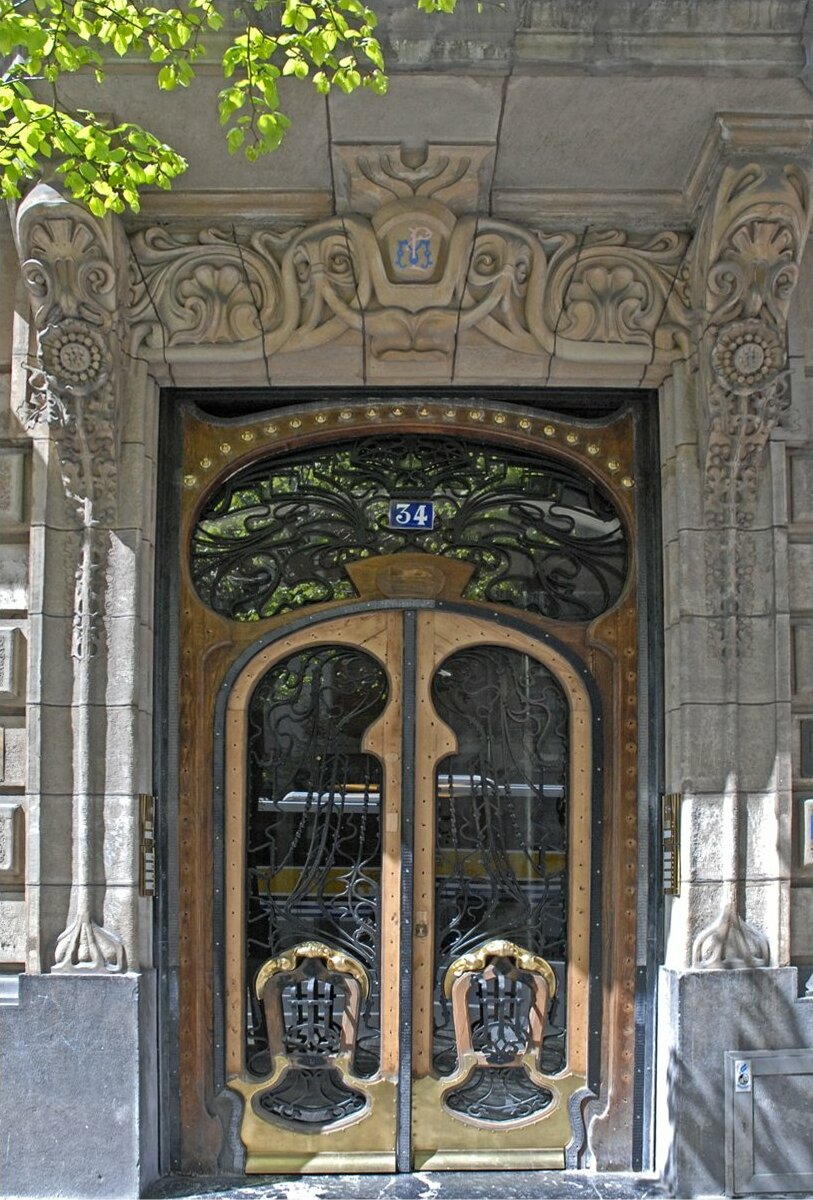
Porta amb decoració modernista.
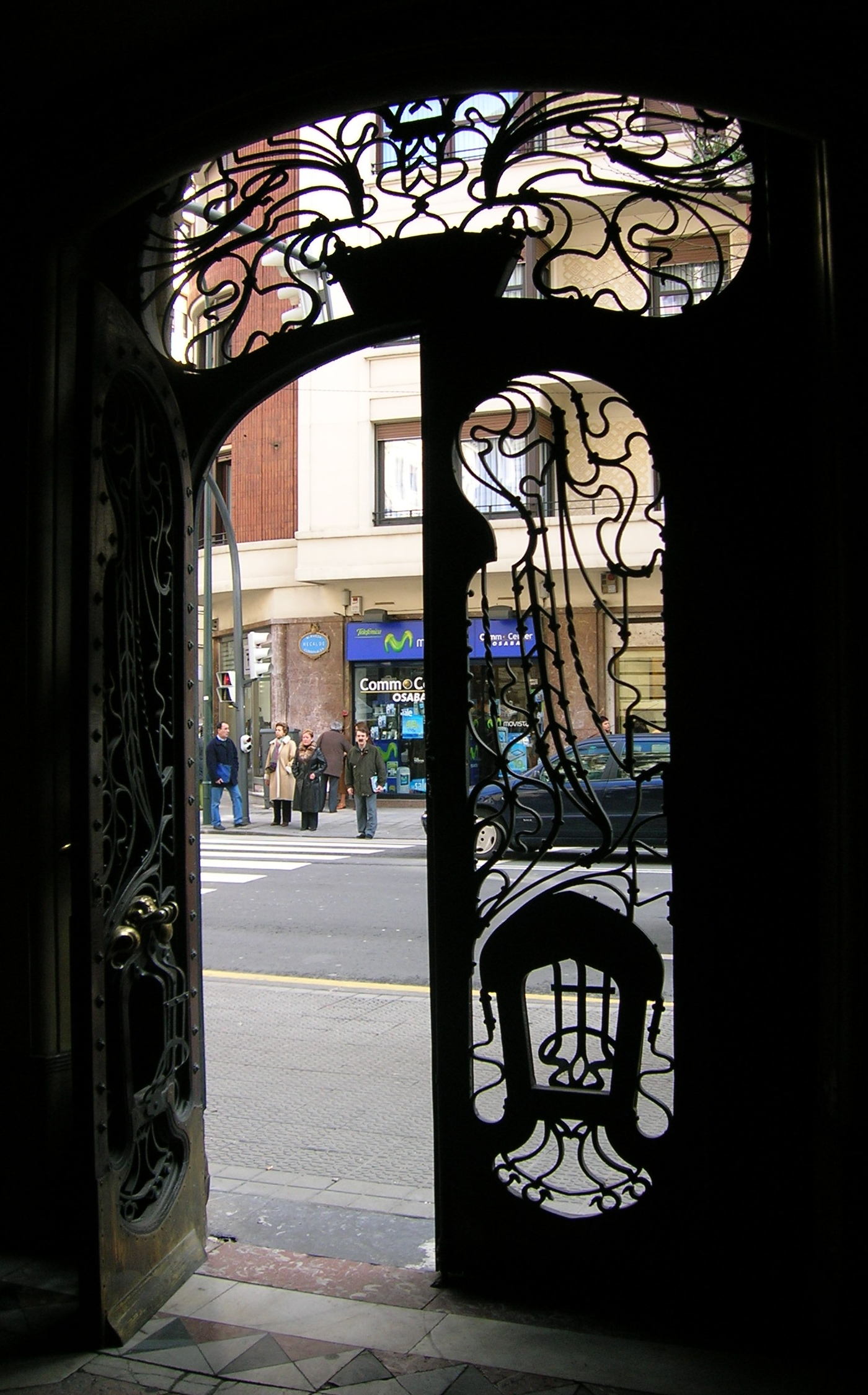
Vista del portal des de l'interior.
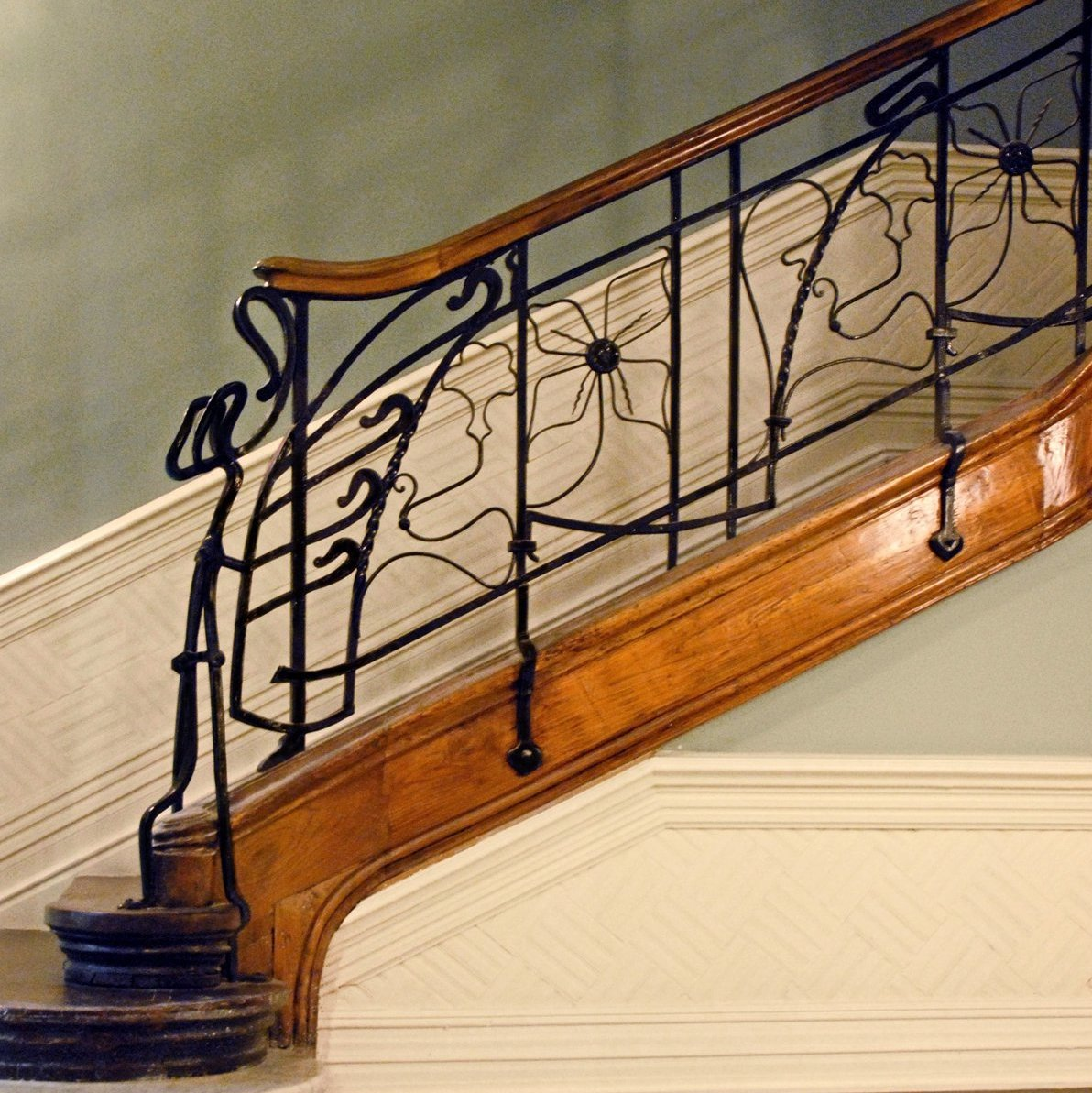
Detall escala d'accés.
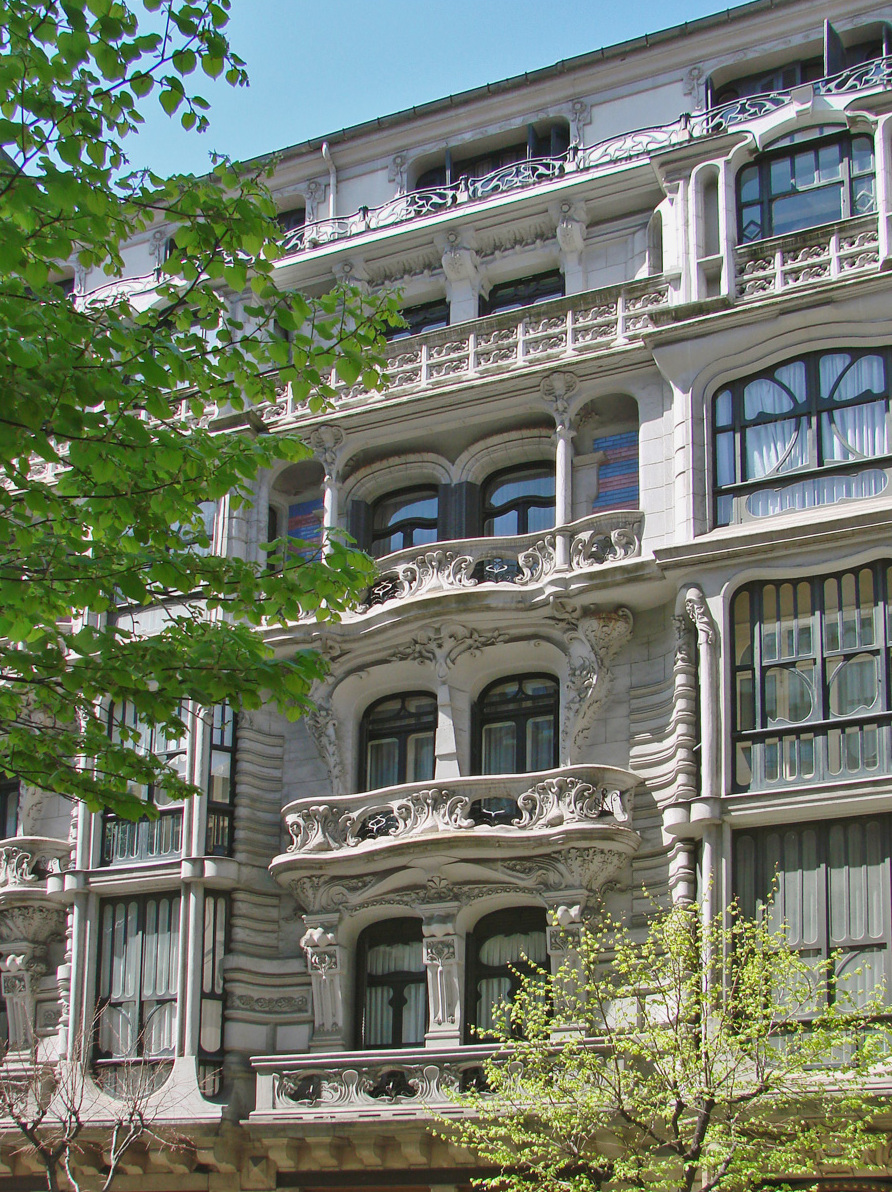
Detall de la façana.
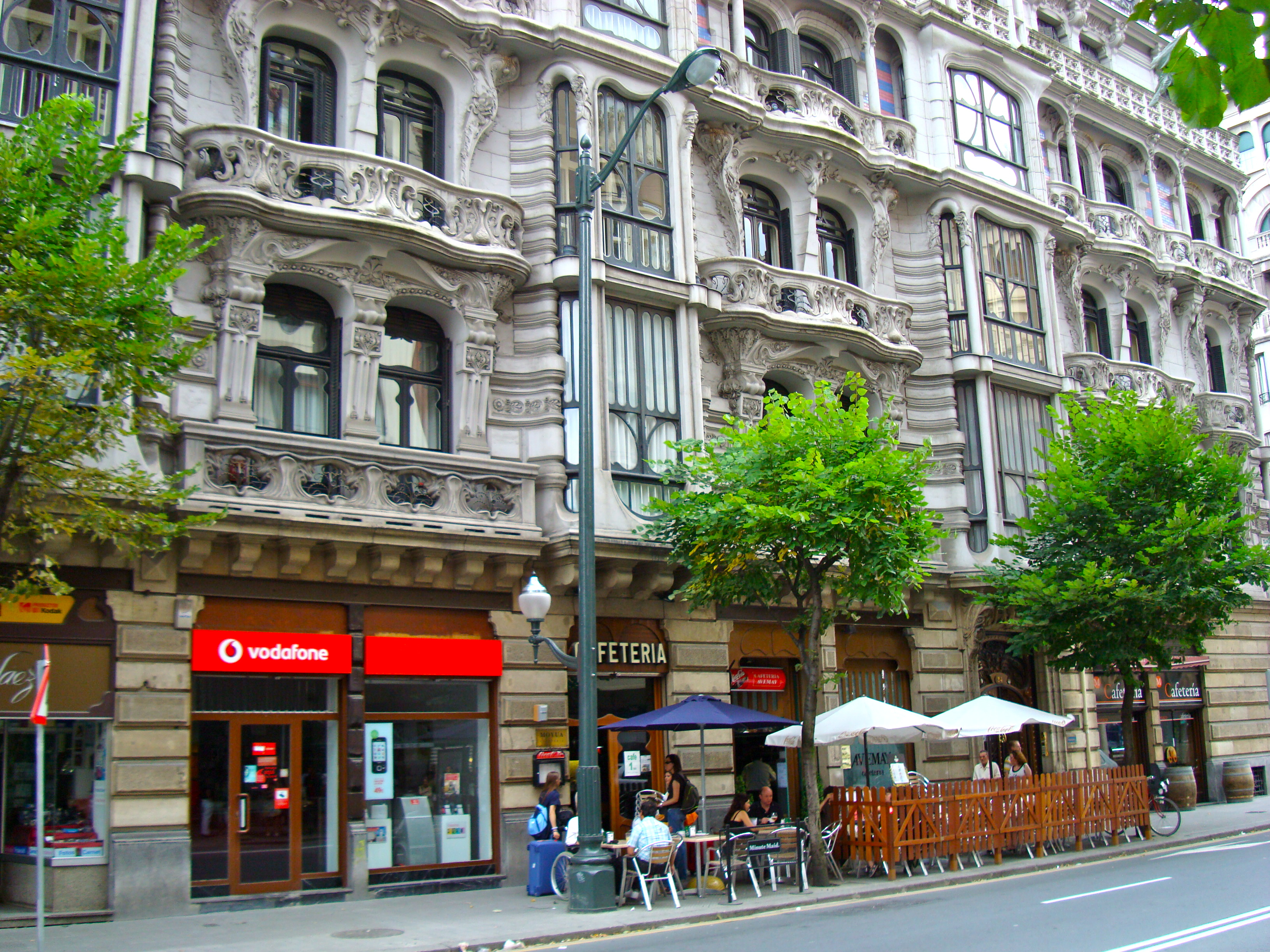
Façana en Alameda de Recalde.